# أنديرس أوسبورن
أنديرس أوسبورن (بالسويدية: Anders Osborne) هو مغني وكاتب أغاني سويدي، ولد في 4 مايو 1966 في اوديفالا ‏ في السويد.

## وصلات خارجية
- الموقع الرسمي
- أنديرس أوسبورن على موقع IMDb (الإنجليزية)
- أنديرس أوسبورن على موقع ميوزك برينز (الإنجليزية)
- أنديرس أوسبورن على موقع أول ميوزيك (الإنجليزية)
- أنديرس أوسبورن على موقع ديسكوغز (الإنجليزية)